# Іманово
Іма́ново (каз. Иманов) — село у складі Курмангазинського району Атирауської області Казахстану. Входить до складу Макаського сільського округу.
У радянські часи село називалось Конево.
Населення — 243 особи (2021; 274 у 2009, 308 у 1999).